# Michael Pacino
Michael Anthony Pacino, dit Patch, est un officier de l'United States Navy (USN) et personnage fictif apparaissant dans la première série de techno-thrillers de l'auteur américain Michael DiMercurio.

## Carrière navale

### Commandant
Brillant officier, il obtient le commandement du USS Devilfish, un sous-marin nucléaire d'attaque qu'il perdra sous la banquise du pôle Nord lors d'un combat contre le sous-marin nucléaire d'attaque FS Kaliningrad, dirigé par l'amiral Alexi Novskoyy. Après cette "victoire mutilée", il quitte le service actif et intègre le corps professoral de l'Académie navale d'Annapolis.
Peu de temps après, l'amiral Dick Donchez, chef d'État-major de la marine, le réintègre avec le grade de capitaine de vaisseau et lui confie le commandement du USS Seawolf afin qu'il sauve l’USS Tampa, capturé dans les eaux chinoises. Sa mission réussie, Pacino devient commandant permanent du Seawolf. Alors qu'il doit laisser le commandement de son sous-marin et intégrer le commandement des forces sous-marines de l'Atlantique (COMSUBLANT), Donchez lui confie une dernière mission : couler le CNF Hégire, un sous-marin nucléaire du Front islamique unifié qui compte lancer trois missiles nucléaires contre Washington, D.C.. Pacino mène sa mission à bien, mais perd son bâtiment dans la bataille.

### Amiral
Sa bravoure lui vaut la Navy Cross et sa nomination au poste de commandant des forces sous-marines (USUBCOM), un poste qu'il avait lui-même contribué à créer.
Quelques années plus tard, il part personnellement en mer du Japon superviser la mise en place d'un blocus naval contre le Japon et la lutte contre les sous-marins Destiny II, à bord de l'USS Barracuda, qui coule dans la bataille. Puis il prend le commandement des forces américaines du Pacifique à bord du nouveau USS Devilfish pour empêcher les forces communistes de reprendre le contrôle de l'ensemble du territoire chinois (partagé entre communistes et Guomindang).
Il devient ensuite chef d'État-major de la marine, et sera très gravement blessé dans l'explosion de deux mines à plasma sur le Princess Dragon, un paquebot loué par la marine pour un séminaire de son État-major dans les Caraïbes. Il démissionne alors de son poste, mais accepte, un an plus tard, de revenir dans la marine aux commandes du Devilfish afin de couler le USS Snarc, un sous-marin robotisé désormais sous le contrôle de son ennemi de toujours : Alexi Novskoyy, et qui menace de lancer des missiles contre les États-Unis. Pacino coule le Snarc, perdant le Devilfish dans le combat, et met fin à la vie de Novskoyy.
Il prend ensuite une retraite définitive.

## Famille
Son père, Anthony, commandant de l'USS Stingray, a été tué en 1973 sous la banquise de l'Arctique par le commandant de sous-marin soviétique Alexi Novskoyy. Cet épisode a profondément marqué le jeune Michael, âgé de 18 ans, et l'a poussé à intégrer les forces sous-marines de l'US Navy. Marié trois fois, sa dernière épouse, Colleen O'Shaughnessy, étant la fille du chef d'État-major des armées et une haute responsable de Dyna Corp Inc., chargée de la construction des sous-marins américains. Quant à son fils, Anthony, il est élève d'Annapolis, et se montre parmi les plus brillants et les plus turbulents de sa promotion.
Il a en outre toujours été très proche de l'amiral Richard Donchez, ami de proche de son père et dont il a occupé tous les postes militaires.